# دولت‌آباد (نگار)
دولت‌آباد یک روستا در ایران است که در دهستان نگار شهرستان بردسیر واقع شده‌است. دولت‌آباد ۱۴۸ نفر جمعیت دارد.